# Лудвиг Фридрих фон Кастел-Ремлинген
Лудвиг Фридрих фон Кастел-Ремлинген, Лутц (на немски: Ludwig Friedrich zu Castell-Remlingen; Lutz) от род Кастел е граф и господар на Кастел-Ремлинген (1709 или 1717 до 1772). Той управлява с полубрат си Карл Фридрих Готлиб (1679 -1743) и братята си Волфганг Георг II (1694 – 1735) и Август Франц Фридрих (1705 – 1767).

## Биография
Роден е на 23 февруари 1707 година в Кастел. Той е най-малкият син на граф Волфганг Дитрих фон Кастел-Ремлинген (1641 – 1709), бургграф на Алцай, и втората му съпруга графиня Доротея Рената фон Цинцендорф-Потендорф (1669 – 1743), дъщеря на граф Максимилиан Еразмус фон Цинцендорф-Потендорф (1633 – 1672) и Анна Амалия фон Дитрихщайн (1638 – 1696). Внук е на Волфганг Георг фон Кастел-Ремлинген I († 1668) и графиня София Юлиана фон Хоенлое-Валденбург-Пфеделбах († 1682).
Сестра му София Теодора (1703 – 1777) се омъжва на 2 септември 1721 г. в Кастел за граф Хайнрих XXIX Ройс-Еберсдорф (1699 – 1747). Полусестра му Шарлота Юлиана (1670 – 1696) се омъжва на 3 февруари 1695 г. в Кастел за граф Йохан Фридрих фон Кастел-Рюденхаузен (1675 – 1749).
Граф Лудвиг Фридрих е изпратен да следва във Франкфурт на Одер. Благодарение на роднинските връзки той получава място като камерхер в кралския датски двор при Фредерик IV. През 1732 г. той е пълнолетен, напуска тази служба и започва да управлява графството заедно с братята си. През 1734 г. си създава свое частично графство, купува селото Ревайлер, където резидира в колиба. Той открива сиропиталище в селото. През 1744 г. се жени за Фердинанда Адриана, която подкрепя неговите религиозни цели.
След смъртта на братята му Волфганг Георг II и Август Франц Фридрих през 1735 и 1767 г. граф Лутц, както е наричан, става сеньор на Дом Кастел. Лудвиг Фридрих граф и господар цу Кастел-Ремлинген умира на 22 юни 1772 г. в Кастел на 65-годишна възраст.

## Фамилия
Граф Лудвиг Фридрих се жени на 10 декември 1744 г. във Вернигероде за графиня Фердинанда Адриана фон Щолберг-Вернигероде (* 15 юни 1718; † 12 декември 1787), дъщеря на граф Кристиан Ернст фон Щолберг-Вернигероде (1691 – 1771) и графиня София Шарлота фон Лайнинген-Вестербург (1695 – 1762). Бракът е бездетен.